# Lisa Darr
Lisa Darr est une actrice américaine, née le 21 avril 1963  à Chicago (Illinois).

## Filmographie
- 1991 : Sans aucune défense (Defenseless) : membre du conseil du cabinet juridique
- 1991 : Flesh 'n' Blood (série télé) : D.A. Rachel Brennan
- 1993 : Le Domaine de la peur (Complex of Fear) (téléfilm) : Penny Evans
- 1994 : Abus de confiance (Betrayal of Trust) (téléfilm) : Lorna Lucas
- 1995 : The Office (UK) (série télé) : Natalie Stanton
- 1995 : Mariage criminel (Murderous Intent) (téléfilm) : Pamela Talbot
- 1997 : Morella : Jenny Lynden
- 1997 : Meurtre en sommeil (The Sleepwalker Killing) (téléfilm) : D.A. Mary Ellen Matulus
- 1997 : Casualties : Beth
- 1997 : Plan B : Clare Sadler
- 1998 : Ni dieux ni démons (Gods and Monsters) : Dana Boone
- 1998 : Échec au complot (Land of the Free) : Annie Jennings
- 1999 : Elevator Seeking : Bonnie
- 2002 : The Big Time (téléfilm)
- 2004 : La Vie comme elle est (série télé) : Annie Whitman
- 2005 : Pomegranate : Stephanie
- 2007 : The Twenty : Katherine
- 2007 : Her Best Move : Julia
- 2007 : Bag Boy : Laurie